# 토끼로 Cue!!
《토끼로 Cue!!》(일본어: うさぎちゃんでCue!! 우사기찬데 규[*])는 사노 타카시 원작의 만화, 그리고 그것을 원작으로 하는 애니메이션이다. 영 킹 아워즈(쇼넨가호샤)에 연재했다.

## 줄거리
고교생 마토기 하루는 토끼를 좋아하고, 학교에서도 미미카를 시작으로 토끼들을 돌보고 있었다. 어느 날, 팔 힘이 센 여학생 이나바 미카미는 불량한 인물 벤텐노 쵸우와 싸우다가 옥상에서 낙하했다. 하지만 수수께끼의 힘으로 미카미는 미미카와 합체한다. 그리고, 미미카의 몸을 걱정해서 달려온 하루의 눈 앞에 서있는 것은 미카미의 신체에 토끼의 파츠를 붙인 것 같은 융합 생명체였다.

## 등장인물
이나바 미카미
성우 - 모로타 카오루
마토기 하루
성우 - 스즈무라 켄이치
미즈키 미쿠
성우 - 카와스미 아야코
네코이 쿄슈카
성우 - 네야 미치코
벤텐노 쵸우
성우 - 나카오 류세이

## 애니메이션
OVA는 1999년 11월 9일에 제1권이 발매했고, 2000년 1월 26일에 제2권이 발매했고, 2000년 4월 26일에 제3권이 발매했다.

### 스태프
- 감독 - 요시다 토오루
- 조감독 - 즈이교에이코
- 각본 - 히라노 히데아키
- 캐릭터 디자인·오프닝 작화감독 - 키무라 타카히로
- 콘티 - 요시다 토오루(제1권), 모리야마 유지 (제2권), 오시마 야스히로(제3권)
- 연출 - 모리야마 유지(제1권), 요시다 토오루(제2권), 오시마 야스히로(제3권)
- 작화감독 - 모리야마 유지(제1권), 나카모토 나오코(제2권), 오시마 야스히로(제3권)
- 미술감독 - 사토 히로코
- 미술설정 - 나리타 이호
- 색채설정 - 이노우에 에이코, 나베시마 카즈코(제2권, 제3권)
- 촬영감독 - 아즈하타 타카시
- 편집 - 코지마 토시히코
- 음악 - 우에다 스스무
- 음향감독 - 타카쿠와 하지메
- 음향 프로듀서 - 이이즈카 코이치
- 프로듀서 - 란 코타로
- 애니메이션 제작 프로듀서 - 에노모토 아유미
- 애니메이션 제작 - 카오스 프로젝트
- 기획・제작 - MISTY MOON

### 주제가
다시 한 번 에너지
오프닝 테마. 작사 - 오이카와 네코 / 작곡 - chihiro / 편곡 - 우에다 스스무 / 노래 - 고죠 마유미
마음을 당신에게
엔딩 테마. 작사 - 오이카와 네코 / 작곡 - 마에다 카츠키 / 편곡 - 우에다 스스무 / 노래 - 모로다 카오루